# Junkerdalen
Junkerdalen är en sydöstlig, skogrik fortsättning av Saltdalen i Nordland fylke i norra Norge.
I dalens översta del nära svenska gränsen ligger Graddis fjällstuga. Här gick tidigare en vintertid vältrafikerad väg till Arjeplog.